# 普瓦捷的依拉略
普瓦捷的希拉里（拉丁語：Hilarius Pictaviensis；約310年-約367年）是普瓦捷的主教和教會聖師。他有時被稱為「阿里烏斯派的鐵錘」（Malleus Arianorum）和「西方的亞他那修」。他的名字來自拉丁語中表示快樂或愉悅的詞。除了作為主教的重要工作外，希拉里還有妻子，並且是普瓦捷的阿布拉的父親，阿布拉是一位以慈善聞名的修女和聖人。

## 生平

### 早年生活
希拉里出生於普瓦捷，時間約在公元3世紀末或4世紀初。他的父母是顯赫的異教徒。他接受了良好的教育，包括高水平的希臘語學習。後來他研讀了舊約和新約聖經，結果他放棄了新柏拉圖主義而皈依基督教，與他的妻子和女兒（傳統上稱為普瓦捷的聖艾布拉）一起受洗並加入教會。
在這個時期，亞流主義在基督徒中變得越來越流行，這一神學立場得到了君士坦丁大帝的支持。三位一體論者和亞流派之間發生了一系列激烈的衝突。
在353年，阿爾勒的三位一體基督徒選舉希拉里為主教，因為現任主教阿爾勒的薩圖尼努斯是亞流派信徒。在阿爾勒會議上，教宗利伯流的使節拒絕譴責亞流主義，並考慮正式反對亞歷山大的亞他那修，後者是反對亞流主義的三位一體論的堅定支持者。希拉里仍然設法通過他的盟友高盧教會層級，確保了對主教薩圖尼努斯和他的兩個主要支持者——辛吉杜努姆的烏爾薩修斯主教和穆爾薩的瓦倫斯主教的當地逐出教會處分。
大約在同一時期，希拉里寫信給君士坦提烏斯二世皇帝，抗議亞流派試圖通過迫害來壓制他們的反對者（《致君士坦提烏斯奧古斯都第一書》，最可能的寫作日期是355年）。其他歷史學家將這第一本致君士坦提烏斯的書稱為《反瓦倫斯書》，目前只存有片段。他的努力最初並未成功，因為在356年皇帝以解決長期爭議為名召開的比特雷（貝濟耶）主教會議上，一道皇帝敕令將這位新主教連同圖盧茲的羅達努斯放逐到亞流派的據點弗里吉亞。
希拉里在流放中度過了將近四年，雖然被放逐的原因仍然不明確。傳統的解釋是希拉里因拒絕簽署譴責亞他那修和尼西亞信仰而被流放。最近有幾位學者提出，對君士坦提烏斯的政治反對以及對篡位者克勞狄烏斯·西爾瓦努斯 (Claudius Silvanus) 的支持可能導致了希拉里的流放。

### 流亡期間
當他在弗里吉亞時，他繼續管理他的教區，同時撰寫了他在教義和論戰神學方面最重要的兩部著作：《論主教會議》或《論東方信仰》，這是在358年寫給高盧、日耳曼尼亞和不列顛的半亞流派主教的一封書信，分析了東方主教們對尼西亞爭議的看法。在回顧安卡拉、安提阿和錫米昂主教會議上東方主教們的信仰宣言時，他試圖表明，有時某些教義與正統信仰之間的差異更多地體現在用詞上而非思想上，這促使他建議西方主教們在譴責時要更加謹慎。
《論三位一體十二卷》寫於359年和360年，是首次成功用拉丁語表達該議會最初用希臘語闡述的神學微妙之處。儘管希拉里自己陣營的一些成員認為第一部著作對亞流派表現出過分寬容，希拉里在《答復批評〈論主教會議〉一書者的辯護》中回應了他們的批評。
在他對希拉里作品的經典導論中，沃森總結了希拉里的觀點：
「他們是敵基督的先驅者……他們表現得不像基督的主教，而是敵基督的祭司。這不是隨意的辱罵，而是對聖約翰所說的事實的清醒認識，即有許多敵基督。因為這些人披上虔誠的外衣，假裝傳福音，其唯一目的是誘使他人否認基督。那是一個悲慘愚蠢的時代，人們試圖通過人為手段和世俗的青睞來促進上帝的事業。希拉里問那些相信自己職位的主教們，使徒們通過傳道使大部分人類皈依時，是否有世俗的支持……」
「教會尋求世俗支持，這樣做就是在侮辱基督，暗示祂的支持是不足的。她反過來以流放和監禁作為威脅。正是她對這些的忍耐吸引了人們歸向她；現在她通過暴力強加她的信仰。她渴望從信徒手中得到恩惠；曾經她因祝聖而勇敢面對迫害者的威脅。流放中的主教們傳播信仰；現在是她在流放主教。她誇耀世界愛她；世界的仇恨曾是她屬於基督的證據……敵基督的時代已經來臨，他偽裝成光明的天使。真正的基督幾乎被每個思想和心靈所遺忘。敵基督現在正在模糊真理，以便日後宣稱謊言。」
希拉里在流放期間也參加了幾次主教會議，包括在塞琉西亞（359年）舉行的會議，該會議見證了同質派的勝利，並禁止所有關於神性本質的討論。在360年，希拉里試圖但未能成功地與君士坦提烏斯進行私人會面，也未能在360年在君士坦丁堡召開的會議上發言。當這個會議批准了阿里米農和塞琉西亞的決定時，希拉里以尖銳的《反君士坦提烏斯》作為回應，抨擊君士坦提烏斯皇帝是敵基督者和正統基督徒的迫害者。希拉里一再迫切要求與他的對手進行公開辯論，特別是與烏爾薩修斯和瓦倫斯，最終這些要求變得如此令人不便，以至於他被送回自己的教區，他似乎在皇帝朱利安即位後不久的361年左右抵達那裡。

### 晚年
當他在361年回到教區時，希拉里在最初的兩三年裡大部分時間都在試圖說服當地神職人員，homoion信條只是傳統亞流派從屬論的掩飾。因此，高盧的一些主教會議譴責了在阿里米努姆會議（359年）頒布的信條。
大約在360年或361年，在希拉里的鼓勵下，後來成為圖爾主教的馬丁在其教區的利古熱建立了一座修道院。
364年，希拉里再次將努力擴展到高盧以外。他彈劾米蘭主教奧森修斯，一位深受帝國寵信的人，指控其異端。因此，瓦倫提尼安一世召希拉里到米蘭為其指控辯護。然而，這位所謂的異端者對所有提出的問題都給出了令人滿意的答覆。希拉里譴責奧森修斯是偽君子，因為他已被恥辱地驅逐出米蘭。回到家鄉後，希拉里在365年發表了《反亞流派或米蘭的奧森修斯》一書，描述了他對抗奧森修斯的失敗努力。他可能在稍早時候還發表了《反君士坦丟皇帝》一書，指責已故皇帝是敵基督者，是反抗上帝的人，「一個暴君，其唯一目的就是將基督受難的世界獻給魔鬼」。
根據耶柔米的記載，希拉里於367年在普瓦捷去世。

## 著作
雖然希拉里在解經和基督論方面分別緊隨兩位偉大的亞歷山大人物奧利金和亞他那修，但他的作品中仍展現出許多獨立思考的痕跡。 

### 釋經著作
在希拉里最早期的著作中，完成於356年流放之前的《馬太福音註釋》是對第一部福音書的寓意解釋。這是現存最早完整的拉丁文馬太福音註釋。希拉里的註釋深受特土良和居普良的影響，並引用了多位古典作家的作品，包括西塞羅、昆提良、普林尼和羅馬歷史學家。
希拉里的《詩篇闡釋》主要追隨奧利金的觀點，寫於他360年從流放回來之後。[11]由於耶柔米發現這部作品並不完整，因此無人知曉希拉里最初是否對整部詩篇都作了註釋。現存的註釋包括詩篇第1、2、9、13、14、51-69、91和118-150篇。
希拉里現存的第三部解經作品是《奧秘論》，保存於一份手稿中，首次於1887年出版。
由於奧古斯丁引用羅馬書註釋的一部分時稱其作者為「聖希拉里」，因此不同時期的評論家們將這部作品歸於幾乎每一位已知的希拉里。 

### 神學著作
希拉里的主要神學著作是現在被稱為《論三位一體》的十二卷書。這部作品主要是在他流放期間寫成的，不過可能直到他在360年回到高盧才完成。
另一部重要著作是《論主教會議》，寫於359年初，為阿里米尼和塞琉西亞會議做準備。

### 歷史著作和讚美詩
希拉里的"歷史"著作包括多種文獻。這些包括《致君士坦丟皇帝書二》、《論君士坦丟皇帝》、《反對亞流派或米蘭的奧克森提烏書》，以及《歷史片段》中與亞流派爭議相關的各種文件。 
有些人認為希拉里是第一位拉丁基督教讚美詩作者，因為耶柔米說希拉里創作了《讚美詩集》。有三首讚美詩被認為是他所作，但都無法確定無疑。

## 聲望與崇敬
聖希拉里，由皮埃爾-弗洛雷阿爾·克雷米埃爾繪製（1846年） 
希拉里是4世紀最傑出的拉丁文作家（早於安布羅斯）。希波的奧古斯丁稱他為「教會的傑出博士」，他的作品在後世繼續具有重大影響力。福圖納圖斯在550年前寫了一部希拉里傳記，但現在很少人認為它可靠。更可信的是聖杰羅姆（De vir. illus. 100）、塞維魯斯（Chron. ii. 39-45）的記載以及希拉里自己的著作。教宗庇護九世在1851年正式承認他為教會聖師。
在羅馬聖人曆中，希拉里的瞻禮日是1月13日，在1970年前的曆法中是1月14日。英國和愛爾蘭法院以及牛津和都柏林大學的春季學期被稱為希拉里學期，因為它們大約在這個日期開始。有些人認為普瓦捷的聖希拉里是律師的主保聖人。

希拉里在聖公會中被紀念，在1月13日舉行小型節日。
1. ↑  . www.newadvent.org.   [2024-10-28]. （原始内容存档于2025-04-15）.
2. 1 2 3 4 5  . Who Was Who (Oxford University Press). 2007-12-01  [2024-10-28]. （原始内容存档于2020-08-10）.
3. 1 2 3 4 5  Casiday, Augustine. . . Cambridge University Press. 2004-04-01  [2024-10-28]. ISBN 978-0-521-46083-5. （原始内容存档于2020-04-27）.
4. ↑  G.M. . Blackfriars. 1957-08, 38 (448-449). ISSN 1754-2014. doi:10.1017/s1754201400006731.
5. ↑  . The Ante-Nicene Fathers: Translations of The Writings of the Fathers down to A.D. 325. 1990. doi:10.5040/9780567697165.ch-032.
6. ↑  . Wikipedia. 2024-10-25  [2024-10-28]. （原始内容存档于2025-06-01） （英语）.
7. ↑  Colín, Miguel Flores. . Mayéutica. 2006, 32 (73). ISSN 0210-2900. doi:10.5840/mayeutica2006327330.
8. ↑  . Franciscan Studies. 1953-12, 13 (4). ISSN 1945-9718. doi:10.1353/frc.1953.0017.
9. ↑  Kubiński, Tadeusz. . Journal of Symbolic Logic. 1975-12, 40 (4). ISSN 0022-4812. doi:10.2307/2271807. 参数|title=值左起第164位存在換行符 (帮助)
10. ↑  Mercer, Jarred A. . . Oxford University Press. 2019-03-21: 1–12. ISBN 978-0-19-090353-4.
11. ↑  Momigliano, Arnaldo; Spawforth, Antony. . Oxford Research Encyclopedia of Classics (Oxford University Press). 2016-03-07. ISBN 978-0-19-938113-5.
12. ↑  Kennedy, Gary W. . Oxford Music Online. Oxford University Press http://dx.doi.org/10.1093/gmo/9781561592630.article.j595800. 2003. 缺少或|title=为空 (帮助)
13. ↑  Cross, F. L.; Livingstone, E. A. (编). . Oxford University Press http://dx.doi.org/10.1093/acref/9780192802903.001.0001. 2005-01-01. ISBN 978-0-19-280290-3. 缺少或|title=为空 (帮助)
14. ↑  Farmer, David Hugh. . Oxford paperback reference 4th ed. Oxford ; New York: Oxford University Press. 1997. ISBN 978-0-19-280058-9. 缺少或|title=为空 (帮助)
15. ↑  Mountain, Julie. . Nursery World. 2021-03-02, 2021 (3). ISSN 0029-6422. doi:10.12968/nuwa.2021.3.26.
16. ↑  . www.anglican.org.nz.   [2024-10-28]. （原始内容存档于2025-06-06）.
17. ↑  . Who Was Who (Oxford University Press). 2007-12-01.